# Tenodera angustipennis
Tenodera angustipennis es una especie de mantis de la familia Mantidae.

## Distribución geográfica
Se encuentra en China, Hawái, India, Japón, Corea, Java y Siberia.